# Перденька
Перденька — река в России, протекает по территории Тотемского и Бабушкинского районов Вологодской области. Устье реки находится в 38 км по правому берегу реки Илеза. Длина реки составляет 10 км.
Исток находится в болотах в 48 км к востоку от Тотьмы и в 28 км к северо-востоку от Села имени Бабушкина. Река протекает по лесистой местности, генеральное направление течения — на восток. Первые несколько километров река течёт по территории Тотемского района, остальная часть — по территории Бабушкинского. Впадает в Илезу в районе деревень Пожарище и Харино (Тимановское сельское поселение).

## Данные водного реестра
По данным государственного водного реестра России относится к Двинско-Печорскому бассейновому округу, водохозяйственный участок реки — Северная Двина от начала реки до впадения реки Вычегда, без рек Юг и Сухона (от истока до Кубенского гидроузла), речной подбассейн реки — Сухона. Речной бассейн реки — Северная Двина.
Код объекта в государственном водном реестре — 03020100312103000008572.